# Ann Eleonora Jørgensen
Ann Eleonora Jørgensen, née le 16 octobre 1965 à Hjørring (Danemark), est une actrice danoise. 
Elle est surtout connue pour ses rôles dans la série télévisée The Killing en 2007 et dans les films Italian for Beginners (2000) et In Your Hands (2004).

## Filmographie

### Cinéma
- Italian for Beginners (2000) : Karen
- In Your Hands (2004) : La prêtresse Anna
- Hjemve (2007) : Margrethe

### Télévision
- The Killing (2007) : Pernille Birk Larsen
- Lykke (2011-2012) : Charlotte Hornbek
- Inspecteur Barnaby (2013), (saison 16, épisode 5) : Les Meurtres de Copenhague : Birgitte Poulsen
- Au nom du père (2017-2018) : Elisabeth Krogh
- Inspecteur Barnaby (2018), (saison 20, épisode 2) : L'effet papillon : Birgitte Poulsen[1].

## Distinctions

### Récompenses
- Robert de la meilleure actrice dans un second rôle pour Italian for Beginners.
- Crime Thriller Awards de la meilleure actrice dans un second rôle pour The Killing.